# The Moan
Albums de The Black Keys
Thickfreakness
(2003) Rubber Factory
(2004)
The Moan est le premier EP du duo de blues rock The Black Keys paru en 2004. Il s'agit de leur dernier disque publié sous le label Alive Records.
Le titre éponyme The Moan ainsi que Have Love Will Travel (version radio) sont disponibles sur la face B du vinyle 7" ALIVE0047-1. Have Love Will Travel, reprise du groupe The Sonics écrit par Richard Berry, était déjà présent sur l'album Thickfreakness. Heavy Soul est  une version alternative du morceau présent sur The Big Come Up. Le dernier morceau No Fun est une reprise du groupe The Stooges.

## Musiciens
- Dan Auerbach - guitare, chant
- Patrick Carney - batterie

## Liste des titres
1. The Moan - 3:45 - T-Model Ford
2. Heavy Soul (version alternative) - 2:36 - Auerbach/Carney
3. No Fun - 2:32 - The Stooges
4. Have Love Will Travel (version radio) - 2:33 - Richard Berry